# Packet Control Unit
Die Packet Control Unit (PCU) dient zur Implementierung der GPRS-Core-Architektur im GSM-Funknetz.
Die PCU kommuniziert auf der einen Seite über die Abis-Schnittstelle der Basisstation mit dem Endgerät, auf der anderen Seite über die Gb-Schnittstelle mit einem GPRS Support Node (GSN).
Die PCU ist für die folgenden MAC- und LLC-Funktionen zuständig:
- Aufteilung von PDUs aus dem GSN in RLC-Datenpakete zur Übertragung ans Endgerät
- Zusammensetzung von RLC-Datenpaketen des Endgeräts in PDUs zur Übertragung zum GSN
- Verwaltung des Uplink- und Downlink-PDCH
- Steuerung der PDCH Uplink- und Downlink ARQ-Funktionalität
- PDCH Zugriffskontrolle und -verwaltung
- RLC Managementfunktionen wie Power Control, Verkehrssteuerung und Verwaltung des Steuerungskanals

Die Einbindung in die GSM-Funktechnik wird erreicht, indem die vom Serving GPRS Support Node (SGSN) kommenden Datenpakete in PCU-Rahmen konvertiert werden, die dasselbe Format haben wie die Rahmen der Transcoder and Rate Adaptation Unit (TRAU) – also 20 ms lange Datenrahmen. Die Transcoder and Rate Adaptation Unit ist für die Kompression der GSM-Sprachdienste von 64 kbit/s auf 13 kbit/s für Vollraten-, auf 12,2 kbit/s für Erweiterte Vollraten- (EFR) oder 5,6 kbit/s für Halbratenübertragung zuständig. Die Sprache wird jeweils in 20 ms lange Sprachpakete zerlegt. In diese TRAU-Rahmen werden von der Packet Control Unit zusätzlich noch funkspezifische Steuerungsdaten eingefügt und diese dann über die Abis-Schnittstelle zur Basisstation weitergeleitet.
Die GPRS-Architektur erlaubt es, die Packet Control Unit an verschiedenen Stellen des Netzes zu positionieren. Die Position der Packet Control Unit hängt vor allem von der Platzierung der Transcoder and Rate Adaptation Unit innerhalb des leitungsorientierten Teiles des Mobilfunknetzes ab. Die Packet Control Unit sollte diesem Standort angepasst werden, da sie dasselbe Rahmenformat wie die TRAU aufbereiten soll, damit die PCU-Rahmen transparent durch den Base Station Controller geroutet werden können. Üblicherweise wird die Packet Control Unit zwischen Base Station Controller und SGSN aufgestellt.